# Ostellidae
Ostellidae är en familj av rundmaskar. Ostellidae ingår i ordningen Rhabditida, klassen Adenophorea, fylumet rundmaskar och riket djur.